# Spadochron zapasowy
Spadochron zapasowy – spadochron wchodzący w skład kompletu spadochronowego, który skoczek używa do skoku.

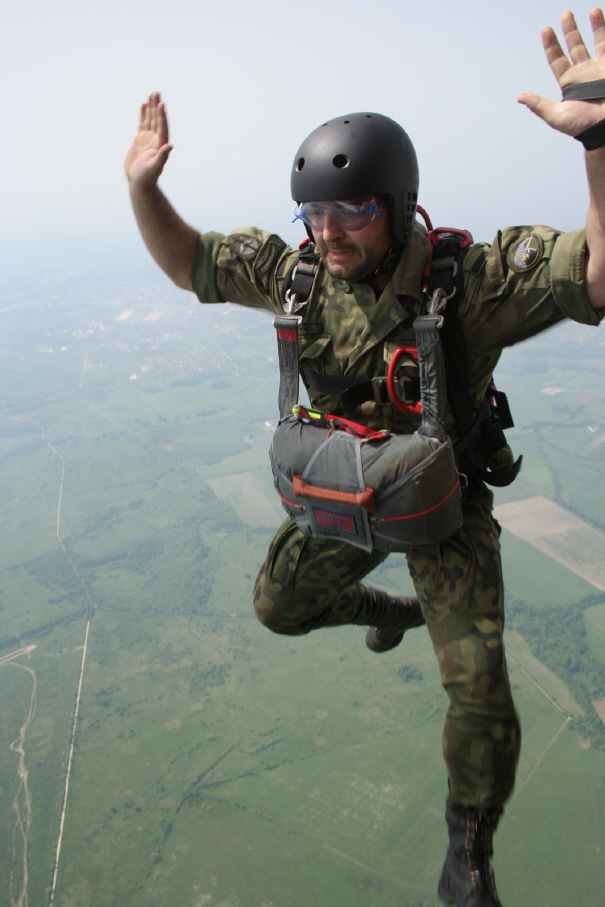
Spadochron zapasowy AZ-95

## Opis spadochronu zapasowego
Otwierany jest ręcznie przez skoczka w razie nieprawidłowego działania spadochronu głównego lub w pewnych przypadkach, w celu zmniejszenia prędkości opadania. Powierzchnia czaszy tego spadochronu około 45 m² (okrągłego). Rozmiar czaszy spadochronu zapasowego szybującego wynika pośrednio z rozmiarów czaszy głównej i nie powinien wiele się od niej różnić. Produkowany był kiedyś z jedwabiu naturalnego, obecnie z tkaniny nieprzepuszczalnej. W czasie II wojny światowej brytyjskie wojska powietrznodesantowe oraz 1 Samodzielna Brygada Spadochronowa skoki treningowe i bojowe odbywały bez spadochronu zapasowego.

### Czasze spadochronów zapasowych
- okrągłe – przy spadochronach typu piersiowego
- prostokątne – przy spadochronach szybujących w układzie plecy-plecy.

## Spadochrony zapasowe produkowane w Polsce
- W Zakładach Sprzętu Technicznego i Turystycznego AVIOTEX w Legionowie (przedsiębiorstwo państwowe) były wyprodukowane lub zmodernizowane spadochrony zapasowe[1]:
  - piersiowe: PZ-41a, SZ-60, SZ-73 „DEJMOS”, SZ-82 i Z-5P.
- W firmie AIR-POL Sp. z o.o. w Legionowie produkowane są[1]:
  - piersiowy AZ-95 (występuje w zestawie spadochronowym DEDAL). Jest kompletny ze spadochronem desantowym AD-95. AZ-95 jest łatwo mocowany poprzez dwa karabinki do uprzęży spadochronu głównego. Można go otworzyć lewą lub prawą ręką. Jest na wyposażeniu Wojska Polskiego i użytkowany przez jednostki aeromobilne[2].

## Przykładowe spadochrony zapasowe na świecie w układzie plecy-plecy
- PD Reserve – najbardziej popularny spadochron zapasowy. Łatwy i przyjemny w pilotażu, posiadający doskonałe właściwości lotne oraz jest przewidywalny i łatwy przy lądowaniu[3].
- Icarus-Reserve – jest to 7-komorowa prostokątna czasza. Ma niezawodne otwarcia i bezpieczna konstrukcja sprawiają, że jest to jedna z najbardziej popularnych czasz zapasowych na świecie[4].
- Optimum Reserve – jest dopuszczony do maksymalnej wagi w zakresie od 220 do nawet 290 funtów! (od 100 do 131 kg). Pilotuje się i ląduje równie przyjemnie jak spadochronem głównym[5].

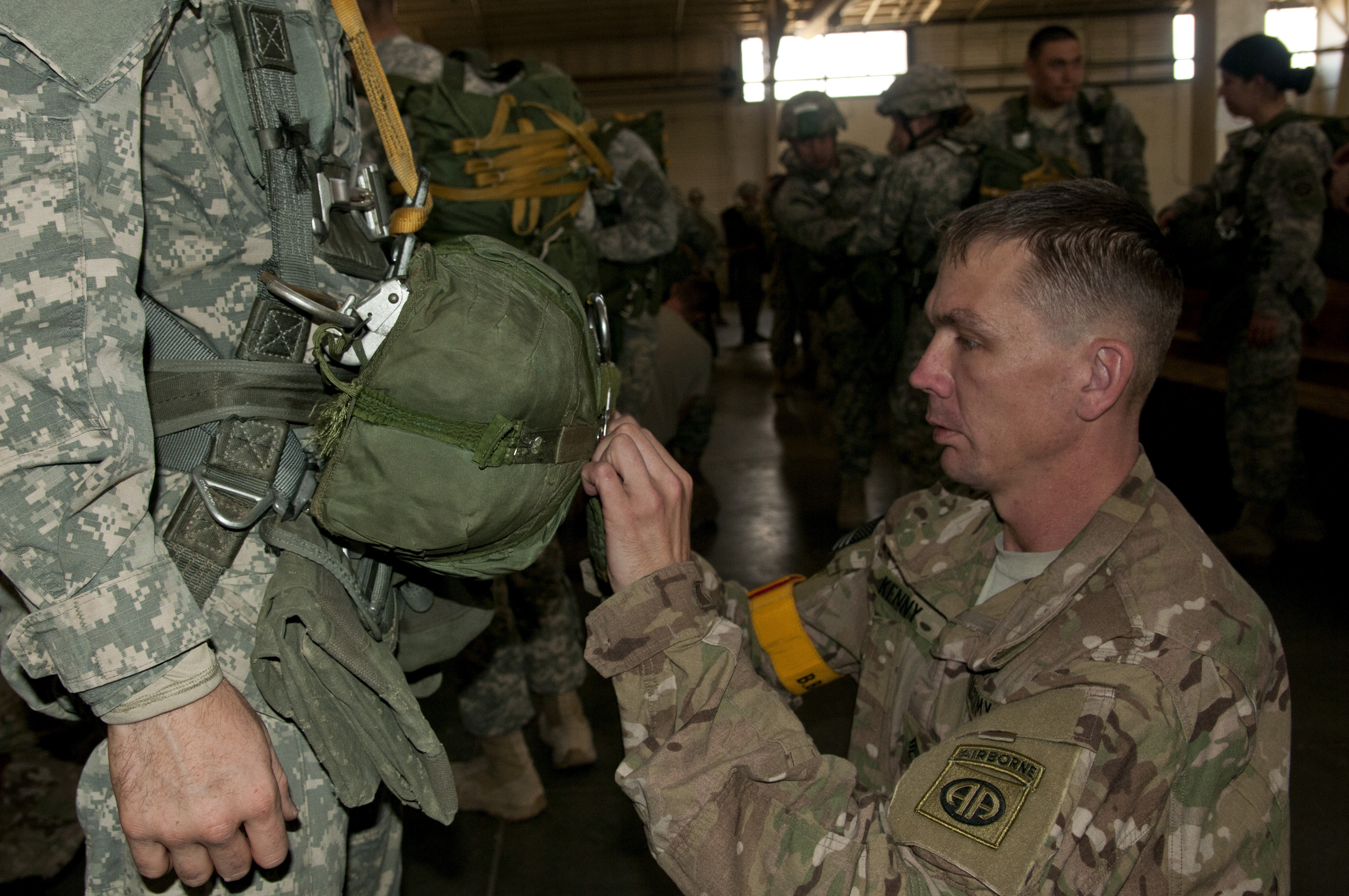
Spadochron zapasowy piersiowy (okrągły)
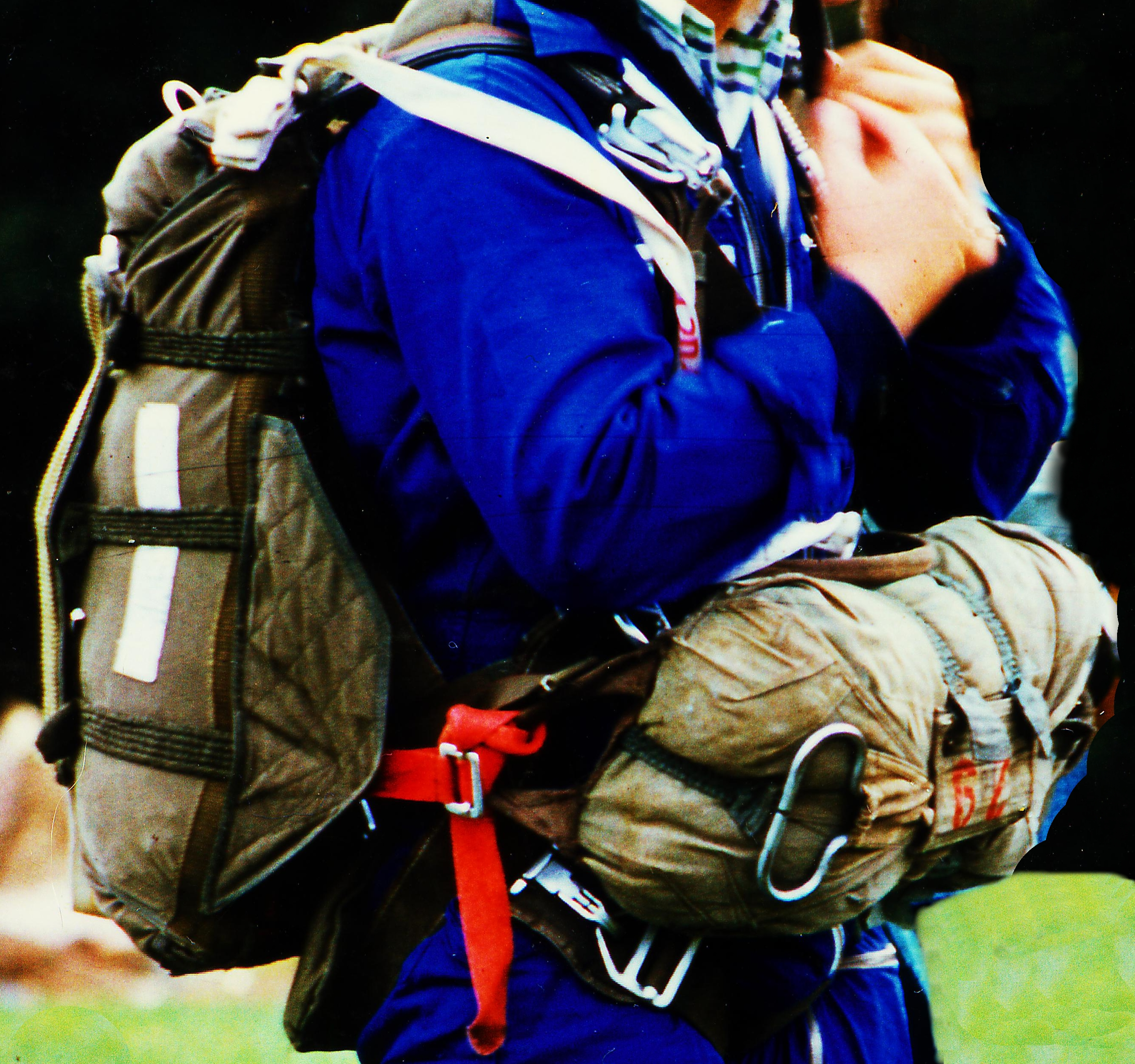
Spadochron zapasowy (okrągły) piersiowy z widocznym uchwytem
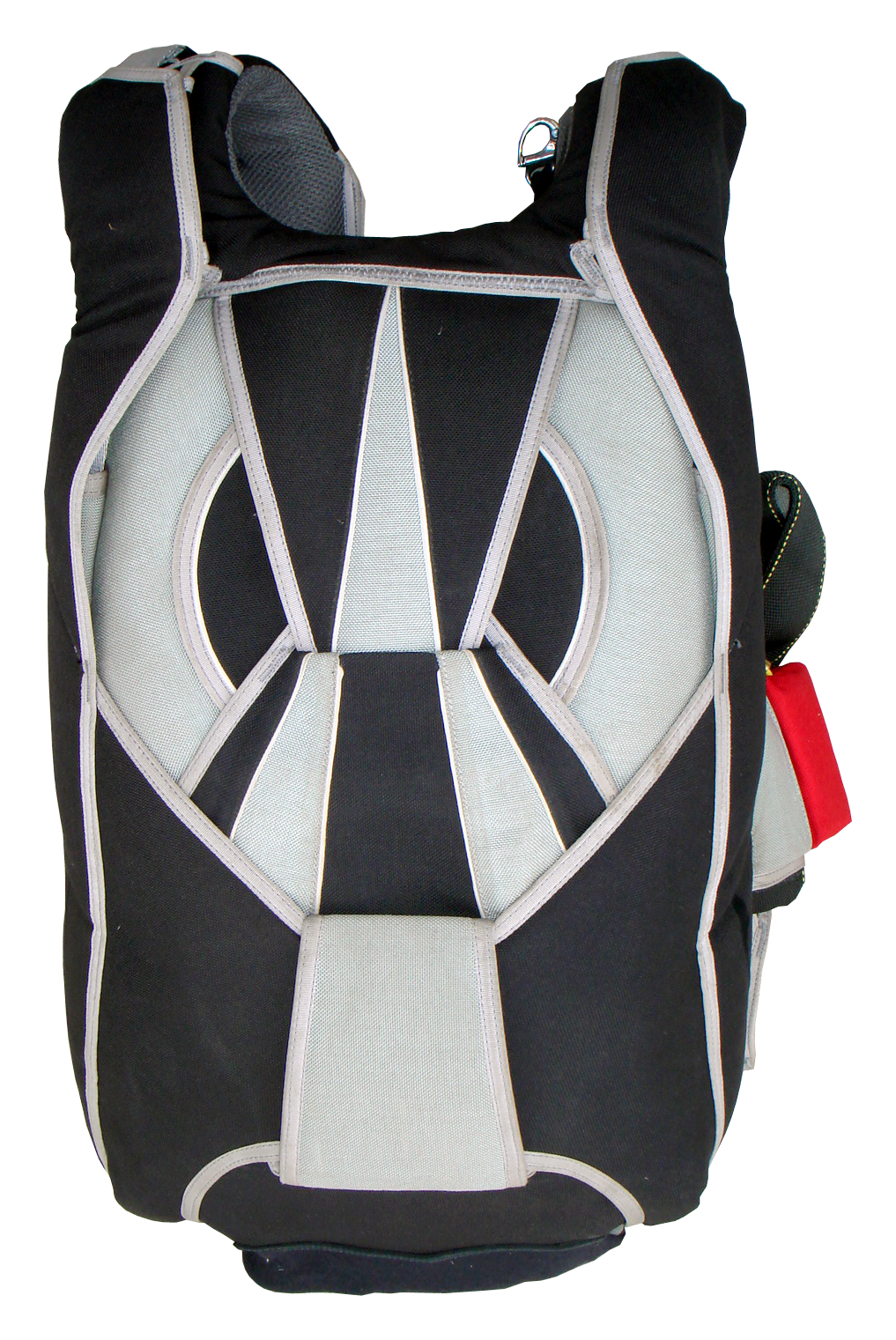
Spadochron szybujący w układzie plecy-plecy (górna część kontenera – spadochron zapasowy, dolna część kontenera – spadochron główny)
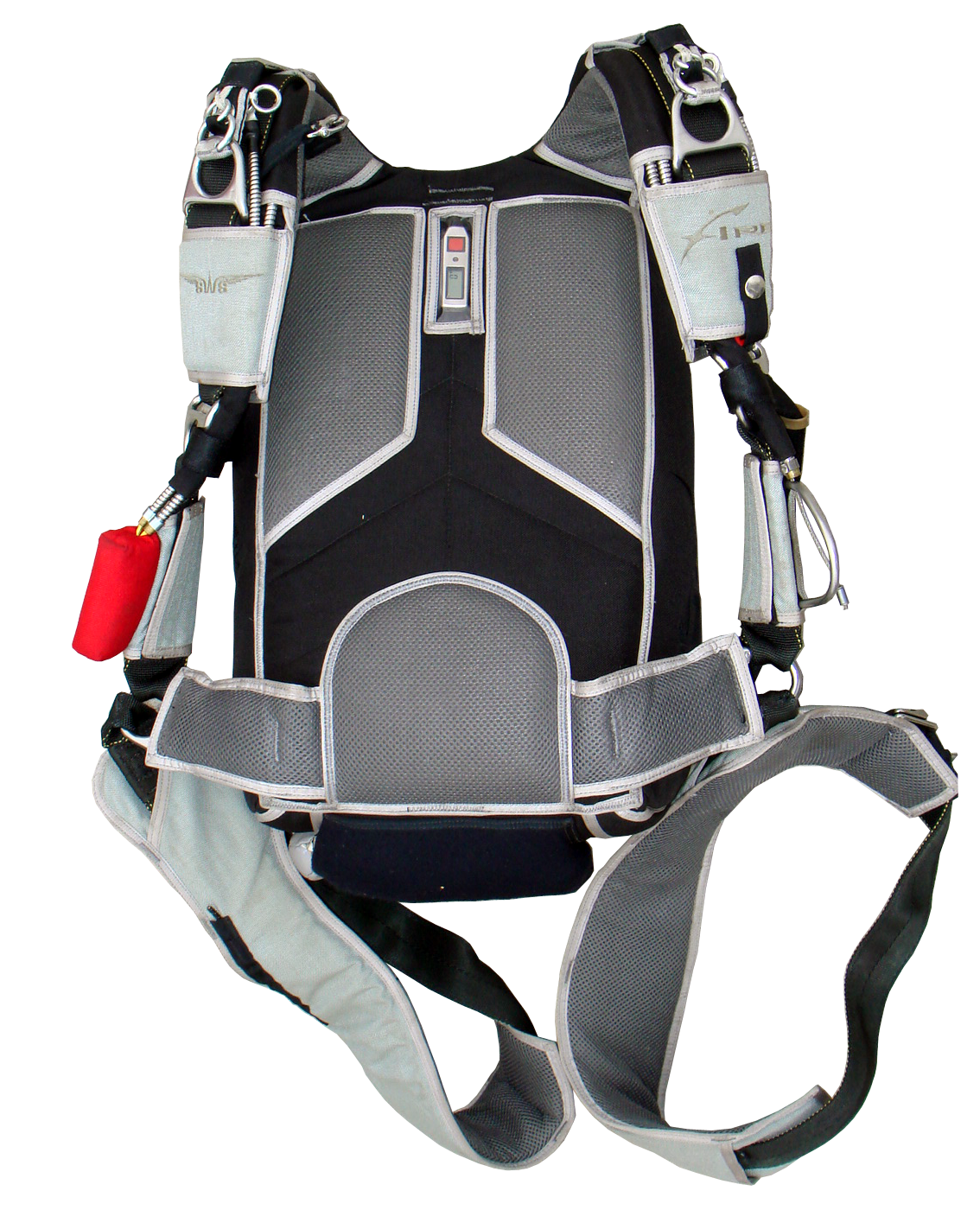
Spadochron szybujący w układzie plecy-plecy (z prawej – metalowy uchwyt spadochronu zapasowego, z lewej – czerwona poduszka spadochronu głównego)